# Atletico Roma
Atletico Roma was een Italiaanse voetbalclub uit Rome. De club ontstond in 2004 uit een fusie tussen AS Lodigiani en Cisco Calcio Roma. In het seizoen 2004/05 speelde de club nog onder de naam AS Cisco Lodigiani (in de Serie C2/B). Ze nam daarna de naam AS Cisco Calcio Roma aan, met rood, wit en groene clubkleuren.
In de zomer van 2010 veranderde de club de naam in Atletico Roma en veranderden ook de clubkleuren. Na een tijd de rangschikking aan te voeren, eindigde de club op een derde plaats. Op 18 juli 2011 werd de club uitgesloten van competitie en ontbonden.

## Bekende (ex-)spelers
- Roberto Baronio
- Paolo Di Canio
- Mauro Esposito
- Gianluca Lapadula
- Andrea Russotto
- Luca Toni
- Francesco Totti (jeugd)
- Pepe